# Shakira (álbum)
Shakira (estilizado como Shakira.) é o décimo álbum de estúdio e o oitavo lançado mundialmente pela artista musical colombiana, Shakira, em 21 de março de 2014, sob o selo da RCA Records. É o seu primeiro álbum em língua inglesa desde o seu oitavo álbum de estúdio, She Wolf (2009). Shakira revelou em novembro de 2011 que começou a trabalhar no álbum e que continuou em 2013. O álbum foi inicialmente planejado para ser lançado em 2012, mas foi adiado por intermédio da gravidez de Shakira. As gravações do projeto ocorreram nos meses iniciais de 2012 até o final de 2013.
Desde o início do álbum, Shakira partiu da Epic Records, assinou um novo acordo de gestão com a Roc Nation e posteriormente assinou com a gravadora irmã da Epic, RCA Records.
Um álbum pop, Shakira tem um estilo musical diverso, que incorpora uma variedade de gêneros, como o reggae e o rock, bem como elementos dance e country do país. Sua produção é caracterizada por versos magros e macios e refrões musculares e extasiados, que incorporam sons turbulentos e chocantes. As letras do álbum exploram a maternidade, as complexidades dos relacionamentos românticos, os estágios de amor e a busca da felicidade pessoal. A maior parte do álbum foi escrita por Shakira, juntamente com Nasri e Adam Messinger, com todos os predominantemente produtores anteriores produzindo o álbum.
Após o seu lançamento, Shakira recebeu comentários positivos de críticos de música, elogiando seu conteúdo lírico, enquanto outros diziam que Shakira estava tentando "americanizar seu som". Comercialmente, o álbum estreou no número dois na parada da Billboard 200 dos EUA, sendo o maior debute atingido pela cantora no chart, com vendas na superiores à 85 mil cópias na semana de estreia. Inicialmente, tornou-se o maior álbum de gráficos na parada, embora também tenha alcançado sua figuração mais baixa de vendas na primeira semana (para um álbum de língua inglesa). A promoção do álbum começou em 2014, com o lançamento de seu primeiro single, "Can't Remember to Forget You", seguido de "Empire" e "Dare (La La La)".

## Antecedentes
Shakira começou a trabalhar com este álbum em novembro de 2011, contudo, fez uma pequena pausa devido à gravidez de seu primeiro filho. Em 2012, foi revelado que o primeiro single do seu álbum seria intitulado de "Truth or Dare", e que o vídeo clipe seria gravado em Lisboa no dia 29 de junho de 2012. Em outubro de 2013, Peter Edge, diretor da gravadora RCA Records, disse para à revista Billboard: "Esta nova música de Shakira vai ser um evento único, estamos planejando de lança-la até o fim de 2013"; Em dezembro do mesmo ano, o rapper Pitbull revelou numa entrevista que inicialmente tinha pedido à cantora barbadense Rihanna para gravar sua canção Timber, porém ela recusou seu convite por já estar trabalhando com a Shakira, fazendo com que Pitbull colocasse a Kesha no lugar em seu lugar. No mesmo período, foi confirmado pela produção de Shakira que o seu mais novo single "Can't Remember to Forget You" seria lançado apenas em janeiro de 2014.
No da 6 de janeiro de 2014, Rihanna e Shakira confirmaram o título do primeiro single do décimo álbum de estúdio de Shakira. As duas publicaram a capa do single dias depois, a E! Online elogiou a fotografia, classificando as cantoras de "Radiantes e Sensuais". A sua estreia foi em 13 de janeiro de 2014, sendo que também foi lançada no iTunes no mesmo dia pela Live Nation Entertainment e RCA Records.

## Gravação
Em novembro de 2011, Shakira disse sobre seu décimo álbum: "Já comecei a escrever material novo. Comecei a explora-lo no estúdio de gravação, sempre que eu tiver tempo em Barcelona e aqui em Miami. Estou trabalhando com diferentes produtores e DJs, e estou tentando me alimentar disso e encontrar novas fontes de inspiração e novas motivações musicais. Estou ansiosa para voltar ao estúdio. Meu corpo está pedindo por isso".

—Shakira descreve a transição artística que experimentou durante a produção de Shakira.
Em novembro de 2011, Shakira disse sobre seu décimo álbum: "Já comecei a escrever material novo. Comecei a explora-lo no estúdio de gravação, sempre que eu tiver tempo em Barcelona e aqui em Miami. Estou trabalhando com diferentes produtores e DJs e estou tentando me alimentar disso e encontrar novas fontes de inspiração e novas motivações musicais. Estou ansiosa para voltar ao estúdio. Meu corpo está pedindo por isso." Em fevereiro de 2012, Shakira revelou uma foto de si mesma com LMFAO e Akon, trabalhando juntos no estúdio, foi revelado que ela estava trabalhando também com outros produtores: Tais como Benny Blanco, Tiësto, RedOne, Max Martin, Dr. Luke. No mês seguinte, Shakira foi ao Twitter, para revelar que ela estava trabalhando com a cantora e compositora americana Ester Dean, além de trabalhar com outros produtores, incluindo Fernando Garibay, Sia. No mesmo mês, foi revelado novamente via Twitter, Que Shakira estava trabalhando com The Runners, The Dream, Shea Taylor e Billboard.
Blake Shelton, Rihanna e Magic!, fizeram participações no álbum. A ideia inicial para a música com Blake Shelton, surgiu quando Shakira disse a Shelton que queria trabalhar com os músicos de Nashville, devido está cansada de L.A, o objetivo da Shakira era fazer com que o trabalho ficasse com "outro ponto de vista" de "pessoas reais com raízes, com quem se senti-se confortável trabalhando na mesma sala." Shakira acrescentou que ela disse a Shelton, Que ela queria fazer uma canção que tivesse "a narrativa de uma música country, que fosse pitoresca e real", mas que também "se adéqua-se" as suas raízes colombianas. Falando sobre a escrita da música, a cantora revelou que ela tem raízes de música folclórica em seus álbuns anteriores e queria incorporar esses elementos em seu próximo álbum auto-intitulado, ao escrever a música Shakira tentou mesclar estilos de diferentes gêneros dizendo "Quando escrevi (Medicine), não sabia em que direção entrar e tentei, com, oito diferentes versões ... dance, pop. Mas, eu disse, não, pois esta é uma música country." Ela mais tarde contatou Shelton.
Em 1 de setembro de 2013, Shakira deu uma atualização em seu álbum, afirmando: "Dia incrível no estúdio! 2 anos e finalmente sinto nessas músicas tão confortáveis". Em novembro, ela confirmou através do seu Facebook oficial, que estava escrevendo as letras finais para o disco. Em janeiro de 2014, Shakira falou sobre a gravação e produção do álbum, dizendo que estava "tão feliz" em compartilhar o álbum "com todos vocês", Shakira continuou a falar sobre o álbum; ela estava trabalhando por mais de dois anos até agora. Na mesma entrevista, Shakira continuou dizendo: "O trabalho sobre este álbum atravessou um tempo muito emocionante, com muitos altos e baixos, mas, finalmente, é o período mais feliz da minha vida até agora, incluindo o nascimento de meu filho. instruções, funcionou com muitas pessoas diferentes e escreveu muitas, demonstrações antes de chegar ao produto final, em breve apresentarei a vocês." Em janeiro de 2014, Shakira divulgou uma declaração sobre o seu álbum, através do Facebook:

"No final, o que eu percebi é que ao longo da criação deste trabalho, eu aprendi muito sobre mim. Embora eu não percebesse naquele momento, todas as instruções que eu comecei a explorar nas fases iniciais de gravação no final, percebi que sempre vou ser um pouco de tudo e não tenho que escolher, às vezes sou muito sensível, às vezes otimista, outras vezes sonhadora e romântica e mesmo às vezes um pouco melodramático. Mas é sempre verdadeiro e sempre sincero. Mais o importante é que eu sou suficiente, imperfeita e tudo. Então, o que eu estou oferecendo nesse momento é só isso".

## Música e letras
"Eu percebi que não é exatamente o álbum temático, embora o amor seja e sempre foi um dos meus principais temas e fontes de inspiração. Também não é necessariamente conceitual, como alguns dos meus álbuns no passado foram"

—Shakira falando sobre a concepção, do álbum.
Musicalmente, o álbum foi descrito como uma "barganha desconfortável" entre um "pop comercial, com uma pegada acústica, com uma sensação equilibrada e uma semelhança com os trabalhos de Alanis Morissette", que que foi feito com o desejo de Shakira e de seus produtores para ser um sucesso. Emily Mackay da Digitalsy caracterizou o álbum como sendo "fino e equilibrado" entre o estilo de Shakira e "o que é melhor para a carreira dela" e tentando permanecer relevante no competitivo mercado da indústria da música. Quando ela primeiro anunciou o disco, Shakira foi descrito como "um pouco de rock, um pouco de folk, um pouco de reggae e pouco de dance." Em "Shakira", a cantora combina uma "série" de influências musicais e estilos que se seguem na mesma linha de seus álbuns anteriores. Misturando uma variedade de gêneros, incluindo "dance-pop, espanhol, reggae e rock", o álbum liricamente fala sobre como ela ama, tanto o seu relacionamento amoroso, quanto sua recente vida como mãe.
Mike Wass, do Idolator, descreveu Shakira como uma mistura experimental "pop poético", que contem influencia de uma variedade de gêneros, incluindo reggae, dance, rock and country. Kevin Harley do the Independent, descreveu o conteúdo musical do álbum como "melodias tingidas de reggae, animadas" e observou as letras do álbum como sendo "absurdas" e "ocasionalmente bastante poéticas". Liricamente, o álbum se concentra em temas como Shakira é uma cantora e compositora, Ela é musicista. em versos "magros e macios" e refrões "musculosos, extáticos", que incorporaram sons "turbulentos e quebrandos", observados em "Spotlight". Ao longo do álbum Shakira canta sobre a busca pela "realização da felicidade pessoal", que foi notado como um "tópico recorrente".
De acordo com James Reed, do The Boston Globe, Shakira é o maior trabalho pessoal da cantora em anos, Reed continuou a louvar Shakira e o conteúdo lírico do álbum que ele descreveu, dizendo: "Ela parece com uma facilidade e renascimento neste novo álbum, abordando com orgulho" Leila Cobo, da Billboard, notou a mudança no estilo lírico e musical do álbum em comparação ao último trabalho em inglês da artista She Wolf (2009), dizendo:" Em vez disso, prepare-se para um conjunto de música convincente e honesta, na qual a estrela colombiana, muitas vezes, professa seu amor pelo marido Gerard Pique. Talvez o amor seja o que faz esse álbum disparar.

## Canções
O álbum abre com "Dare (La La La)", uma faixa de dança uptempo que contém batidas brasileiras e toma influência de
música eletrônica, uma versão em espanhol da música também foi gravada para o álbum. A seguinte faixa, "Can't Remember to Forget You", é um canção new wave e reggae rock que incorpora elementos de ska. A música se abre com um "verso baixo e com tiras de reggae" antes de se mudar para um refrão de "violão-pesado" que contém "guitarras de ska" e um "arranjo de rock pesado". Liricamente, a música diz respeito a um homem que Shakira não consegue tirar da cabeça, discutindo o quão fácil é esquecer mas o quão ruim é para você quando você ainda o ama. "Empire" é uma música influenciada pelo rock de tempo médio, descrita como a maior transição de Shakira para uma sonoridade mais rock, desde muito tempo. A música começa com uma introdução acústica "esparsa" e cria uma melodia de hard rock. Liricamente, a faixa fala sobre uma paixão que o cantora simplesmente não pode expressar em palavras.
A faixa "You Do not Care About Me" é uma música pop latina mid-tempo e melódica. A música contém "batimentos sincopados" e um "som ligeiramente retrospectivo dos ano 60", que liricamente discute "despeito". "Cut Me Deep", a colaboração entre Shakira e Magic!, é uma música reggae-pop. A música é construída sobre uma batida de reggae, tambores de aço e contêm a mistura de ska e rock. A seguinte faixa "Spotlight" é uma música pop rock, que foi comparada ao trabalho de Katy Perry e Carly Rae Jepsen. "Spotlight" tem uma sonoridade influenciada pelo heavy metal, com guitarras poderosas, que nos transmite uma "mensagem esmagadora". "Broken Record" é uma música de amor que segue na veia de "Empire", a música contém guitarra, antes de entrar em uma power ballad, com "cordas grandiosas". "Medicine" que contem a participação de Blake Shelton, é uma balada country pop, com letras como: "Não consigo alcançar a garrafa de uísque/ Direto nas pedras / Mas você não me ver tomando os comprimidos. A música "23" é fortemente inspirada por seu namorado, Gerard Piqué, é uma música pop rock melódica com letras como: "Ei você acredita, acredita em destino?, Porque eu passei a acreditar, Quando você tinha apenas 23 anos."
"The One Thing" é uma música pop com forte peso de guitarra, que apresenta batidas de mão e stomps e toma influência do filho e da maternidade de Shakira. "Loca Por Ti" é uma música catalã (originalmente de Sau) que é uma "homenagem" a Pique. A versão catalã "Boig per Tu" está disponível na edição de luxo espanhola do álbum. "Chasing Shadows" é o segundo de três faixas extras, uma música de electropop, construída em "sintetizadores sublimes". Liricamente, a música é uma "carta de amor musical": "É só você e eu e perseguimos nossas sombras, esperando que o sol desça". "La La La (Brasil 2014)" está incluído no Edição de luxo latino-americana e espanhola do álbum; É uma versão re-trabalhada da música "Dare (La La)" com novas letras para a Copa do Mundo de 2014.

## Lançamento e promoção
Em dezembro de 2012, foi relatado que Shakira lançaria uma faixa, chamada "Truth or Dare" pelos fãs, como single principal de seu novo disco; um videoclipe de acompanhamento teria sido filmado em Lisboa, no início desse ano. No entanto, depois de engravidar do futebolista Gerard Piqué, os planos foram indefinidamente adiados e nunca se concretizaram. A música foi posteriormente incluída na listagem final do álbum, passando a se chamar "Dare (La La)". Em outubro de 2013, Peter Edge da RCA Records anunciou intenções de estrear um "evento único" de Shakira até o final do ano, embora este lançamento não tenha ocorrido. Em 6 de dezembro de 2013, uma página do Twitter chamada @ShakiraSpace, anunciou um duo entre Shakira e a cantora Rihanna. Então, em 8 de dezembro de 2013, Alexita Ortiz, da equipe de Shakira, escreveu no site de redes sociais Twitter, que a cantora colombiana estava trabalhando com ela no set, para um clipe de uma música e mencionou que Rihanna também estaria envolvida. O tweet foi posteriormente removido. Mais tarde, a Sony Music Entertainment anunciou que o primeiro single seria lançado no início de 2014.
Em 22 de janeiro de 2014, Shakira anunciou que o álbum seria intitulado Shakira. Ela explicou que, durante o processo de gravação, ela percebeu que não era "temática" ou "conceitual", como sentia em seus projetos anteriores, opinando que sua produção "a ajudou" pavimentar o caminho para a redescoberta". Também foi anunciado que o disco seria divulgado em 25 de março de 2014, nos Estados Unidos. Shakira revelou mais tarde que uma versão deluxe exclusiva do disco, seria disponibilizada para pré-lançamento em 26 de janeiro. Sua obra de arte na capa foi revelada dois dias antes, e se vê Shakira vestida com um casaco simples preto e um sutiã também preto, enquanto segurava um violão vermelho. A capa da versão padrão foi revelada em 14 de fevereiro; Possui a mesma imagem, embora o violão seja marrom em vez de vermelho.
Em 25 de março de 2014, Shakira realizou uma festa de lançamento do álbum na iHeartRadio que foi apresentada por Target e por Ryan Seacrest, ao vivo do iHeartRadio Theatre Los Angeles. Durante a festa de lançamento Shakira cantou quatro músicas do álbum; "Empire", "Can't Remember to Forget You", "You Don't Care About Me" e "23". No dia seguinte, Shakira cantou a música "Empire" durante uma entrevista promocional para Jimmy Fallon no The Tonight Show Starring Jimmy Fallon. No mesmo dia, Shakira cantou "Hips Do not Lie", "Empire" e "Can not Remember to Forget You" durante um show ao vivo no The Today Show no estádio Rockerfella. Em 28 de março de 2014, Shakira cantou o single principal do álbum "Can not Remember to Forget You" no prêmio de música alemão Echo. Em 29 de março de 2014, Shakira novamente cantou "Empire" na versão britânica do programa The Voice.

## Recepção da crítica
| Críticas profissionais | Críticas profissionais |
| Pontuações agregadas   | Pontuações agregadas   |
| Fonte                  | Avaliação              |
| ---------------------- | ---------------------- |
| Metacritic             | 69/100                 |
| Avaliações da crítica  |                        |
| Fonte                  | Avaliação              |
| AllMusic               | [ 55 ]                 |
| Billboard              | 88/100                 |
| Cuepoint               | A–                     |
| Digital Spy            | [ 57 ]                 |
| The Independent        | [ 27 ]                 |
| Los Angeles Times      | [ 58 ]                 |
| PopMatters             | [ 59 ]                 |
| Rolling Stone          | [ 60 ]                 |
| USA Today              | [ 29 ]                 |

Shakira obteve avaliações positivas em geral da maioria dos críticos de música. No Metacritic, atribui uma classificação média ponderada de 100 a críticas dos críticos mainstream, o álbum recebeu uma pontuação média de 69, com base em avaliações. Leila Cobo da Billboard avaliou o álbum com 88 de 100, elogiando sua "convincente, música honesta" continuar a dizer como o álbum "funciona com a força das canções." Elysa Gardner do USA Today, avaliou o álbum com três e uma meia de quatro estrelas, nomeando-o como o álbum da semana e afirmando que "os quadris ainda não mentem, mas Shakira também exalta a sensação mais equilibrada de alegria que vem de encontra o que você estava procurando". Emily Mackay, da Digital Spy, descreve o álbum como "inequivocamente Shakira" e "[ele] varia muito nos estilos de Shakira". Stephen Thomas Erlewine do AllMusic, louvou a presença de Shakira no álbum, elogiando-a por ser um cantora "rara" que é capaz de "fazer um álbum todo, por pura força de personalidade" e continuou a elogiar a capacidade de Shakira para ser "confortável" e fazer um som "poderoso". James Reed, do The Boston Globe, deu uma revisão positiva ao álbum, escrevendo que "é um assunto mais intermediário, mas também é mais revelador".
Kate Wills do The Independent, deu ao álbum três de cinco estrelas, elogiando a produção do álbum "tingida de reggae", mas foi mais critico em relação o dueto com Blake Shelton. "Shakira em Shakira" e descreveu o álbum como "previsível e sem sabor", Woods continuou a dizer que Shakira, estava tentando "americanizar seu som" ou foi forçada a fazê-lo por pressão da indústria da música".

## Desempenho comercial
Shakira entrou no UK Albums Chart no número 14, enquanto o álbum entrou na parada argentina no número 6. Após o lançamento nos Estados Unidos, o álbum estreou no número 2 no Billboard 200 dos EUA, com vendas da primeira semana de 85.000 cópias, e ao conquis-lo, o álbum mais alto da cantora no gráfico, superando o pico de número três do Laundry Service (2001), mas suas vendas mais baixas da primeira semana de álbuns ingleses. Este valor de vendas foi ligeiramente melhor do que o previsto inicialmente nos EUA para a Shakira, que deveria vender 75.000 a 80.000 cópias na primeira semana.

## Singles
"Can't Remember to Forget You" serviu como single principal do Shakira. A música foi lançada em 13 de janeiro de 2014 e apresenta o artista de gravação barbadense Rihanna. A música foi recebida com críticas positivas de críticos que elogiaram a química das cantoras. Ele entrou no número 28 da Billboard Hot 100 dos EUA, tornando-se sua mais alta canção de estreia nos Estados Unidos. A posição da canção na até agora é o número quinze na Billboard Hot 100. A partir de março de 2014, a música vendeu 376 mil cópias digitais nos EUA. O seu videoclipe de acompanhamento foi dirigido por Joseph Kahn, e foi estreou através do Vevo em 30 de janeiro. A versão em espanhol da música, intitulada "Nunca Me Acuerdo de Olvidarte", foi lançada em 21 de janeiro, porém não conta com a participação da cantora caribenha.
"Empire", foi lançado em 22 de fevereiro de 2014 ao lado do pré-requisito do iTunes do álbum, e serviu como o segundo Top 40/ mainstream single do álbum nos EUA e no Reino Unido. Ele chegou oficialmente no Hot Adult Contemporary dos EUA em 22 de abril de 2014. Além disso, foi lançado no Reino Unido em 5 de maio de 2014. "Empire" foi aclamado pela crítica, com a maioria dos críticos elogiando a cantora por retornar às suas raízes de rock. Comercialmente "Empire" estreou no número 29 no gráfico PROMUSICAE, enquanto na França, a música conseguiu estrear no número 82.
"Dare (La La La)" serviu como o terceiro single. A música foi lançada pela primeira vez na rádio de sucessos contemporâneos da Itália, em 24 de abril de 2014. Somente em 12 de maio de 2014, a música foi oficialmente lançada mundialmente com extended play remixado por DJ Chuckie e Chus & Ceballos.

## Faixas
| Shakira — Edição Padrão (versão física) |                                                    | |                                              |         |  |
| N.º                                     | Título                                             | Compositor(es) | Produtor(es)                                 | Duração |  |
| 1.                                      | "Can't Remember to Forget You" (featuring Rihanna) | Shakira John Hill Kid Harpoon Daniel Alexander Erik Hassle Robyn Fenty                                              | Shakira Hill Kid Harpoon Kuk Harrell (vocal) | 3:26    |  |
| 2.                                      | "Empire"                                           | Steve Mac Ina Wroldsen                                                                                              | Mac Shakira                                  | 4:03    |  |
| 3.                                      | "You Don't Care About Me"                          | Nasri Atweh Adam Messinger Chantal Kreviazuk                                                                        | Shakira Messinger Nasri                      | 3:42    |  |
| 4.                                      | "Dare (La La La)"                                  | Shakira Jay Singh Lukasz Gottwald Mathieu Jomphe-Lepine Max Martin Henry Walter Raelene Arreguin John J. Conte, Jr. | Dr. Luke Shakira J2 Cirkut Billboard         | 3:08    |  |
| 5.                                      | "Cut Me Deep" (featuring Magic!)                   | Atweh Mark Pellizzer Alex Tanas Ben Spivak Messinger Shakira                                                        | Messinger Nasri                              | 3:15    |  |
| 6.                                      | "23"                                               | Shakira Luis Fernando Ochoa                                                                                         | Shakira Busbee Ochoa (add.)                  | 4:00    |  |
| 7.                                      | "The One Thing"                                    | Shakira Atweh | Shakira Messinger Nasri                      | 3:12    |  |
| 8.                                      | "Medicine" (featuring Blake Shelton)               | Shakira Hillary Lindsey Mark Bright                                                                                 | Shakira Busbee                               | 3:20    |  |
| 9.                                      | "Spotlight"                                        | Shakira Lindsey Bright                                                                                              | Shakira Greg Kurstin                         | 3:23    |  |
| 10.                                     | "Broken Record"                                    | Shakira Busbee | Shakira Busbee                               | 3:14    |  |
| 11.                                     | "Nunca Me Acuerdo de Olvidarte"                    | Shakira Jorge Drexler Hill Hull Alexander Hassle                                                                    | Shakira Hill Kid Harpoon                     | 3:28    |  |
| 12.                                     | "Loca por Ti"                                      | Shakira Josep Bellavista Carlos Hernandez Juan Clapera Alberto Herrera                                              | Shakira Ochoa                                | 3:41    |  |
| Duração total:                          | Duração total:                                     | Duração total: | Duração total:                               | 41:40   |  |

| Shakira — Edição padrão (versão digital) |                                                    |                                                                            |                                          |         |  |
| N.º                                      | Título                                             | Compositor(es)                                                             | Produtor(es)                             | Duração |  |
| 1.                                       | "Dare (La La La)"                                  | Shakira Singh Gottwald Jomphe-Lepine Max Martin Walter Arreguin Conte, Jr. | Dr. Luke Shakira J2 Cirkut Billboard     | 3:08    |  |
| 2.                                       | "Can't Remember to Forget You" (featuring Rihanna) | Shakira Hill Hull Alexander Hassle Fenty                                   | Shakira Hill Kid Harpoon Harrell (vocal) | 3:26    |  |
| 3.                                       | "Empire"                                           | Mac Wroldsen                                                               | Mac Shakira                              | 3:59    |  |
| 4.                                       | "You Don't Care About Me"                          | Atweh Messinger Chantal Kreviazuk                                          | Shakira Messinger Nasri                  | 3:41    |  |
| 5.                                       | "Cut Me Deep" (featuring Magic!)                   | Atweh Pellizzer Tanas Spivak Messinger Shakira                             | Messinger Nasri                          | 3:15    |  |
| 6.                                       | "Spotlight"                                        | Shakira Lindsey Bright                                                     | Shakira Kurstin                          | 3:23    |  |
| 7.                                       | "Broken Record"                                    | Shakira Busbee                                                             | Shakira Busbee                           | 3:14    |  |
| 8.                                       | "Medicine" (featuring Blake Shelton)               | Shakira Lindsey Bright                                                     | Shakira Busbee                           | 3:18    |  |
| 9.                                       | "23"                                               | Shakira Ochoa                                                              | Shakira Busbee Ochoa (add.)              | 3:59    |  |
| 10.                                      | "The One Thing"                                    | Shakira Atweh                                                              | Shakira Messinger Nasri                  | 3:12    |  |
| 11.                                      | "Nunca Me Acuerdo de Olvidarte"                    | Shakira Drexler Hill Hull Alexander Hassle                                 | Shakira Hill Kid Harpoon                 | 3:26    |  |
| 12.                                      | "Loca por Ti"                                      | Shakira Bellavista Hernandez Clapera Herrera                               | Shakira Ochoa                            | 3:41    |  |
| Duração total:                           | Duração total:                                     | Duração total:                                                             | Duração total:                           | 41:40   |  |

| Shakira — Edição de luxo (faixas extras) |                   |                                                                            |                                      |         |  |
| N.º                                      | Título            | Compositor(es)                                                             | Produção                             | Duração |  |
| 13.                                      | "La La La"        | Shakira Singh Gottwald Jomphe-Lepine Max Martin Walter Arreguin Conte, Jr. | Dr. Luke Shakira J2 Cirkut Billboard | 3:06    |  |
| 14.                                      | "Chasing Shadows" | Sia Furler Fernando Garibay Kurstin                                        | Fernando Garibay Kurstin             | 3:31    |  |
| 15.                                      | "That Way"        | Shakira Olivia Waithe Roy "Battleroy" Battle                               | Shakira Roy "Battleroy" Battle       | 3:08    |  |
| Duração total:                           | Duração total:    | Duração total:                                                             | Duração total:                       | 51:25   |  |

| Shakira — Edição internacional de deluxe físico (faixas bônus) |                                                      |         |  |
| N.º                                                            | Título                                               | Duração |  |
| 13.                                                            | "La La La (Brazil 2014)" (featuring Carlinhos Brown) | 3:19    |  |
| 14.                                                            | "Chasing Shadows"                                    | 3:31    |  |
| 15.                                                            | "That Way"                                           | 3:08    |  |
| Duração total:                                                 | Duração total:                                       | 53:36   |  |

| Shakira — Edição japonesa (faixa bônus) |                                                                                            |         |  |
| N.º                                     | Título                                                                                     | Duração |  |
| 16.                                     | "Can't Remember to Forget You" (Tokyo Ska Paradise Orchestra Club Mix) (featuring Rihanna) | 3:34    |  |
| Duração total:                          | Duração total:                                                                             | 54:59   |  |

| Shakira — Edição de luxo da América Latina e da Espanha |                                                      |         |  |
| N.º                                                     | Título                                               | Duração |  |
| 1.                                                      | "Nunca Me Acuerdo de Olvidarte"                      | 3:26    |  |
| 2.                                                      | "Empire"                                             | 3:59    |  |
| 3.                                                      | "You Don't Care About Me"                            | 3:41    |  |
| 4.                                                      | "La La La"                                           | 3:06    |  |
| 5.                                                      | "Cut Me Deep" (featuring Magic!)                     | 3:15    |  |
| 6.                                                      | "23"                                                 | 3:59    |  |
| 7.                                                      | "The One Thing"                                      | 3:12    |  |
| 8.                                                      | "Medicine" (featuring Blake Shelton)                 | 3:18    |  |
| 9.                                                      | "Loca por ti"                                        | 3:41    |  |
| 10.                                                     | "Spotlight"                                          | 3:23    |  |
| 11.                                                     | "Broken Record"                                      | 3:14    |  |
| 12.                                                     | "Boig per Tu"                                        | 3:44    |  |
| 13.                                                     | "La La La (Brasil 2014)" (featuring Carlinhos Brown) | 3:17    |  |
| 14.                                                     | "Chasing Shadows"                                    | 3:31    |  |
| 15.                                                     | "Can't Remember to Forget You" (featuring Rihanna)   | 3:26    |  |
| Duração total:                                          | Duração total:                                       | 52:12   |  |

| Shakira — Edição de deluxe física da América Latina e da Espanha |                                                      |         |  |
| N.º                                                              | Título                                               | Duração |  |
| 1.                                                               | "Nunca Me Acuerdo de Olvidarte"                      | 3:26    |  |
| 2.                                                               | "Empire"                                             | 3:59    |  |
| 3.                                                               | "You Don't Care About Me"                            | 3:41    |  |
| 4.                                                               | "La La La"                                           | 3:06    |  |
| 5.                                                               | "23"                                                 | 3:59    |  |
| 6.                                                               | "The One Thing"                                      | 3:12    |  |
| 7.                                                               | "Medicine" (featuring Blake Shelton)                 | 3:18    |  |
| 8.                                                               | "Loca por Ti"                                        | 3:41    |  |
| 9.                                                               | "Spotlight"                                          | 3:23    |  |
| 10.                                                              | "Broken Record"                                      | 3:14    |  |
| 11.                                                              | "Boig per Tu"                                        | 3:44    |  |
| 12.                                                              | "Can't Remember to Forget You" (featuring Rihanna)   | 3:26    |  |
| 13.                                                              | "La La La (Brasil 2014)" (featuring Carlinhos Brown) | 3:17    |  |
| 14.                                                              | "Chasing Shadows"                                    | 3:31    |  |
| 15.                                                              | "Cut Me Deep" (featuring Magic!)                     | 3:26    |  |
| Duração total:                                                   | Duração total:                                       | 52:12   |  |

## Desempenho nas tabelas musicais
| Parada musical (2014)                 | Melhor posição |
| ------------------------------------- | -------------- |
| Alemanha (Offizielle Deutsche Charts) | 5              |
| Argentina (CAPIF)                     | 6              |
| Austrália (ARIA)                      | 8              |
| Áustria (Ö3 Austria Top 40)           | 3              |
| Bélgica (Ultratop Flandres)           | 11             |
| Bélgica (Ultratop Valônia)            | 11             |
| Brasil (Billboard)                    | 2              |
| Canadá (Billboard)                    | 3              |
| Croácia (IFPI)                        | 8              |
| Dinamarca (Hitlisten)                 | 18             |
| Escócia (Official Scottish Albums)    | 16             |
| Espanha (PROMUSICAE)                  | 2              |
| Estados Unidos (Billboard 200)        | 2              |
| Finlândia (Suomen virallinen lista)   | 7              |
| França (SNEP)                         | 6              |
| Grécia (Greek Albums Chart)           | 1              |
| Hungria (MAHASZ)                      | 12             |
| Irlanda (IRMA)                        | 10             |
| Itália (FIMI)                         | 3              |
| México (AMPROFON)                     | 2              |
| Noruega (VG-lista)                    | 10             |
| Nova Zelândia (RMNZ)                  | 17             |
| Países Baixos (Dutch Charts)          | 15             |
| Polónia (ZPAV)                        | 4              |
| Portugal (AFP)                        | 6              |
| Reino Unido (UK Albums Chart)         | 14             |
| República Tcheca (ČNS IFPI)           | 17             |
| Rússia (NFPP)                         | 4              |
| Suécia (Sverigetopplistan)            | 14             |
| Suíça (Schweizer Hitparade)           | 2              |

| Chart (2014)                | Posição |
| --------------------------- | ------- |
| Bélgica (Ultratop Wallonia) | 80      |
| EUA (Billboard 200)         | 75      |
| França (SNEP)               | 100     |
| Itália (FIMI)               | 96      |
| México (AMPROFON)           | 38      |
| Suíça (Swiss Hitparade)     | 67      |

## Vendas e certificações
| Região                                                                                             | Certificação | Vendas  |
| -------------------------------------------------------------------------------------------------- | ------------ | ------- |
| Brasil (Pro-Música Brasil)                                                                         | Platina      | 40,000* |
| Colômbia (ASINCOL)                                                                                 | Diamante     | 100,000 |
| Espanha (PROMUSICAE)                                                                               | Ouro         | 20,000^ |
| França (SNEP)                                                                                      | Ouro         | 50,000* |
| México (AMPROFON)                                                                                  | Ouro         | 30,000^ |
| Polônia (ZPAV)                                                                                     | Platina      | 20,000* |
| *números de vendas baseados somente na certificação ^distribuições baseadas apenas na certificação |              |         |

## Histórico de lançamento
| País        | Data                | Versão        | Formato             | Gravadora   | Ref.    |
| ----------- | ------------------- | ------------- | ------------------- | ----------- | ------- |
| Alemanha    | 21 de março de 2014 | Padrão Deluxe | CD digital download | Sony Music  | [ 136 ] |
| Reino Unido | 24 de março de 2014 | Padrão Deluxe | CD digital download | RCA Records | [ 137 ] |
| México      | 24 de março de 2014 | Padrão Deluxe | CD digital download | Sony Music  | [ 138 ] |
| Colômbia    | 25 de março de 2014 | Padrão Deluxe | CD digital download | Sony Music  | [ 139 ] |
| EUA         | 25 de março de 2014 | Padrão Deluxe | CD digital download | RCA Records | [ 140 ] |